# Austin & Ally
Austin & Ally es una serie de comedia adolescente estadounidense protagonizada por Ross Lynch, Laura Marano, Raini Rodriguez y Calum Worthy, que se emitió en Disney Channel desde el 2 de diciembre de 2011 hasta el 10 de enero de 2016. La serie fue creada por Kevin Kopelow y Heath Seifert, escritores y productores de las comedias de Disney Channel Sonny with a Chance y Jonas L.A. La producción para el episodio piloto se inició a mediados de febrero de 2011. El 24 de mayo de 2011, Disney Channel anunció que Austin & Ally había sido escogida como una serie. En un principio se ordenó 13 episodios, aunque ese número se aumentó posteriormente a 19. La primera promoción fue lanzada el 14 de octubre de 2011, durante el evento de Disney Channel, Make Your Mark: The Ultimate Dance-Off. Un vistazo de la serie se estrenó después de la película de Disney Channel, Good Luck Charlie, It's Christmas!, y la serie se estrenó oficialmente el 2 de diciembre de 2011. El 26 de febrero de 2012, se estrenó en Disney Channel Latinoamérica durante un especial de Phineas y Ferb. En España hubo un vistazo el 23 de marzo de 2012 y se estrenó el día 18 de mayo de 2012.
La serie fue renovada para una segunda temporada, ya que Disney ganó mucha audiencia con el debut de esta serie y reanudó la producción en el verano de 2012. La segunda temporada se estrenó el 7 de octubre de 2012, y la producción para la segunda temporada terminó en enero de 2013.
La serie fue renovada para una tercera temporada el 12 de marzo de 2013. Esta temporada se empezó a filmar el 8 de julio de 2013 y se terminó de filmar el 24 de enero de 2014.
La serie fue renovada para una cuarta temporada el día 25 de abril de 2014. Esta temporada se empezó a filmar el 16 de octubre de 2014.
El show fue ganador como «Show de TV Favorito» en la edición número 28 de los Kids' Choice Awards, el 28 de marzo de 2015, siendo este programa la segunda serie de Disney Channel en ganar en esta categoría, después de 12 años ya que la primera serie ganadora fue Lizzie McGuire en el 2003. También, fue la primera nominación del show en este evento. Siendo los grandes ganadores de la noche ya que ganaron además Actor de TV Favorito para Ross Lynch y Actriz de TV Favorita para Laura Marano.
La cuenta oficial de Twitter de Laura Marano afirmó que el rodaje de la serie oficialmente terminó el 24 de abril de 2015. Finalmente, el 10 de enero de 2016, Disney Channel emitió un capítulo doble que es el final de la serie.
En Latinoamérica se dio una semana con episodios nuevos concluyendo la serie con el episodio final el 19 de febrero de 2016.

## Trama
Ambientada en  Miami, Austin & Ally trata sobre la relación entre dos músicos muy diferentes: el cantante e instrumentalista Austin Moon (Ross Lynch), extrovertido y amante de la diversión, y la introvertida y torpe compositora Ally Dawson (Laura Marano), quien también es cantante, pero tiene un mal caso de pánico escénico.
En el piloto, «Rockers & Writers», Austin escucha a Ally cantando una canción que ha escrito. Más tarde, cambia el tiempo de la canción y la canta él mismo, aunque está completamente olvidado de que es la misma canción que escuchó cuando Ally cantaba. Se hace famoso gracias a su mejor amigo, Dez (Calum Worthy), que dirige a Austin en un video musical para la canción y lo publica en Internet, lo que convierte a Austin en una sensación de la noche a la mañana. Una vez que Ally se atribuye el mérito de su canción, ella y Austin trabajan juntos en una segunda canción. Al final del episodio, Austin la convence de que se convierta en su compañero, y los dos acuerdan trabajar juntos y, finalmente, convertirse en buenos amigos. La mejor amiga de Ally, Trish (Raini Rodriguez), interviene como gerente de Austin y Dez continúa dirigiendo los videos musicales de Austin. Al final de la primera temporada, Austin firma con la discográfica de Jimmy Starr.
La segunda temporada ve a Austin y Ally dando pasos más grandes. Ally conquista su miedo escénico haciendo un dúo con Austin. Al final de la segunda temporada, Ally firma un contrato discográfico y graba un álbum con Ronnie Ramone, mientras que Austin realiza su primera gira nacional. Debido a su agenda con Ronnie Ramone, Ally no puede asistir a la primera mitad de la gira de Austin, pero en los primeros dos episodios de la tercera temporada, Ally sí asiste a la segunda mitad de la gira.
En la tercera temporada, la carrera de Ally despega. Más tarde, Ally está haciendo su primer álbum. Al final de la tercera temporada, Austin sacrifica su carrera musical cuando su sello discográfico le prohíbe estar con Ally. Austin elige estar con Ally mientras confiesan su amor mutuo. Al final, Austin acompaña a Ally en su primera gira, Trish comienza su propia compañía de gestión, y Dez va a la escuela de cine en Los Ángeles.
En la cuarta temporada, el grupo se reúne después de la gira y convierte a Sonic Boom en una escuela de música llamada A & A Music Factory, donde ayudan a los estudiantes a perseguir sus sueños musicales. Combinan sus talentos para convertirse en socios comerciales, y el éxito de la tienda explota.
La serie ha sido descrita como una versión «a tamaño de una pinta» del comedia dramático de HBO Entourage.

## Elenco
- Ross Lynch como Austin Moon.
- Laura Marano como Ally Dawson.
- Raini Rodriguez como Patricia "Trish" de la Rosa.
- Calum Worthy como Dez Wade.

### Participaciones especiales
- Dove Cameron como Bobbie.
- Cody Christian como Elliot.
- Ashley Fink como Mindy.
- Sofia Carson como Chelsea.
- Grace Phipps como Brandy Braxton.
- Preston Jones como Miami Mack.
- Tahlena Chikami como B.B.
- Ashley Argota como Elle.
- Ryan McCartan como Billie.
- Maddie Ziegler como Shelby Guns.
- Cameron Jebo como Gavin Young.
- Mim Drew como Helen.
- James Earl como Shiny Money.
- Aubrey Peeples como Cassidy.
- Audrey Whitby como Tilly Thompson.
- Sabrina Carpenter como Lucy Gluckman.
- Rico Rodriguez II como Benny.

## Doblaje al español
| Actor                   | Personaje                         | Temporada   | Temporada   | Temporada   | Temporada   |
| Actor                   | Personaje                         | 1           | 2           | 3           | 4           |
| Principales             | Principales                       | Principales | Principales | Principales | Principales |
| ----------------------- | --------------------------------- | ----------- | ----------- | ----------- | ----------- |
| Ross Lynch              | Austin Monica Moon                | Principal   | Principal   | Principal   | Principal   |
| Laura Marano            | Ally Edgar Dawson                 | Principal   | Principal   | Principal   | Principal   |
| Raini Rodriguez         | Patricia «Trish» María de la Rosa | Principal   | Principal   | Principal   | Principal   |
| Calum Worthy            | Dezmon «Dez» Wade                 | Principal   | Principal   | Principal   | Principal   |
| Recurrentes e invitados |                                   |             |             |             |             |
| Andy Milder             | Lester Dawson                     | Recurrente  | Recurrente  | Recurrente  | Recurrente  |
| Richard F. Whiten       | Jimmy Starr                       | Recurrente  | Recurrente  | Recurrente  | Recurrente  |
| John Henson             | Michael «Mike» Moon               | Recurrente  | Recurrente  | Recurrente  | Recurrente  |
| Jill Benjamin           | Mimi Moon                         | Recurrente  | Recurrente  | Recurrente  | Recurrente  |
| Cole Sand               | Nelson                            | Recurrente  | Recurrente  |             |             |
| Julia Campbell          | Penny Dawson                      | Recurrente  | Recurrente  |             |             |
| Devan Leos              | Jackson Jonas «JJ» De la Rosa     | Recurrente  | Recurrente  |             |             |
| Noah Centineo           | Dallas                            | Invitado    |             |             |             |
| Greg Worswick           | Billl                             | Invitado    |             |             |             |
| John Paul Green         | Chuck McCoy                       |             | Recurrente  | Recurrente  | Recurrente  |
| Carrie Wampler          | Brooke                            |             | Recurrente  | Recurrente  | Recurrente  |
| Cassidy Ann Shaffer     | Kimmy                             |             | Recurrente  | Recurrente  | Recurrente  |
| Kiersey Clemons         | Kira Starr                        |             | Recurrente  | Recurrente  |             |
| Trevor Jackson          | Trent                             |             | Invitado    |             |             |
| Saidah Arrika Ekulona   | Valerie «Val» Crawford            |             | Invitada    |             |             |
| Arturo del Puerto       | Jean Paul-Paul Jean               |             | Invitado    |             |             |
| Aubrey K. Miller        | Megan Simms                       |             | Invitada    |             |             |
| Hannah Kat Jones        | Carrie                            |             |             | Recurrente  | Recurrente  |
| Kahyun Kim              | Sun Hee                           |             |             | Recurrente  | Recurrente  |
| Román Zaragoza          | Miles                             |             |             | Recurrente  | Recurrente  |
| Hyaley Erin             | Piper                             |             |             | Recurrente  |             |
| Mimi Kirkland           | Lily                              |             |             |             | Recurrente  |
| Lauren Lindsey Donzis   | Sadie Silver                      |             |             |             | Invitada    |
| Skylar Stecker          | Ridley Rogers                     |             |             |             | Recurrente  |

| Personaje                                                                   | Actor original      | Actor de doblaje (Latinoamérica)                               | Actor de doblaje (España)                   | Temporada |
| --------------------------------------------------------------------------- | ------------------- | -------------------------------------------------------------- | ------------------------------------------- | --------- |
| Austin Moon                                                                 | Ross Lynch          | Alejandro Graue                                                | Álvaro De Juan                              | 1.ª-4.ª   |
| Ally Dawson                                                                 | Laura Marano        | Agustina Cirulnik                                              | Laura Pastor                                | 1.ª-4.ª   |
| Trish De La Rosa                                                            | Raini Rodriguez     | Micaela Baylac                                                 | Ainhoa Martín                               | 1.ª-4.ª   |
| Dez Wade                                                                    | Calum Worthy        | Emiliano Dionisi                                               | Álex Saudinós                               | 1.ª-4.ª   |
| Créditos técnicos                                                           |                     |                                                                |                                             |           |
| Estudio de doblaje                                                          | Estudio de doblaje  | Media Pro Com, Buenos Aires, Argentina                         | TECNISION S.A., Madrid, Barcelona, Santiago |           |
| Director de doblaje                                                         | Director de doblaje | María Elena Molina                                             | Miguel Ángel Varela                         |           |
| Traductor                                                                   | Traductor           | Sandra Brizuela (Temp. 1.ª-3.ª) María Elena Molina (Temp. 4.ª) | Belén Moser-Rothschild Criado               |           |
| Adaptador                                                                   | Adaptador           | Sandra Brizuela (Temp. 1.ª-3.ª) María Elena Molina (Temp. 4.ª) | Miguel Ángel Varela                         |           |
| Doblaje al español producido por Disney Character Voices International Inc. |                     |                                                                |                                             |           |

## Episodios
| Temporada | Temporada | Episodios | Episodios | Emisión original       | Emisión original         |
| Temporada | Temporada | Episodios | Episodios | Primera emisión        | Última emisión           |
| --------- | --------- | --------- | --------- | ---------------------- | ------------------------ |
|           | 1         | 19        | 19        | 2 de diciembre de 2011 | 9 de septiembre de 2012  |
|           | 2         | 26        | 26        | 7 de octubre de 2012   | 29 de septiembre de 2013 |
|           | 3         | 22        | 22        | 27 de octubre de 2013  | 23 de noviembre de 2014  |
|           | 4         | 20        | 20        | 18 de enero de 2015    | 10 de enero de 2016      |

### Cruce conJessie
En noviembre de 2012, Disney Channel anunció que el programa sería cruzado con Jessie y se estrenó el 7 de diciembre de 2012 como un episodio especial de Año Nuevo de una hora titulado «Austin & Jessie & Ally: All Star New Year».

### Cruce conK.C. Undercover
En octubre de 2015, Disney Channel anunció que como parte de «Monstober Spooktacular Weekend» aparecerían en Austin & Ally, Kamil McFadden y Trinitee Stokes retomando sus papeles de K.C. Undercover. El episodio se estrenó el 4 de octubre de 2015.

### Cruce conGirl Meets World
En octubre de 2015, Disney Channel anunció que como parte de «Monstober Spooktacular Weekend» aparecerían en Girl Meets World, Ross Lynch y Laura Marano retomando sus papeles de Austin & Ally. El episodio se estrenó el 2 de octubre de 2015.

### Cruce conI Didn't Do It
En octubre de 2015, Disney Channel anunció que como parte de «Monstober Spooktacular Weekend» aparecerían en I Didn't Do It, Raini Rodriguez y Calum Worthy retomando sus papeles de Trish y Dez de Austin & Ally. El episodio se estrenó el 2 de octubre de 2015.

## Desarrollo, producción y recepción
El 25 de mayo de 2011, Disney Channel anunció que Austin & Ally había sido seleccionado para una serie. El episodio piloto fue dirigido por Shelley Jensen. El casting para los personajes habituales de la serie se llevaron a cabo a nivel nacional alrededor de Estados Unidos y la filmación para el piloto comenzó en Los Ángeles Center Studios a principios de marzo de 2011. Se anunció en mayo de 2011 que la producción de la serie había comenzado en Sunset Bronson Studios, y no en Los Ángeles Center Studios, por problemas con el espacio. 
El 29 de septiembre de 2011, se anunció que Disney Channel extendió el número de episodios de la primera temporada de 13 a 21. El rodaje de la primera temporada terminó el 27 de enero de 2012.
El piloto tuvo una audiencia de 5.7, siendo el piloto más visto en ese año y el más visto actualmente en la serie. Durante el 2012 fue una de las series más vistas en Disney Channel teniendo una audiencia  de 4.0 desde el comienzo de la segunda temporada. 
A comienzos del 2013 tuvo una audiencia de casi 4.0-4.9 casi 5.0, siendo la serie más vista en ese año por Disney Channel; pero desde el 26 de enero de 2014, tuvo 2.7 siendo estos los episodios menos vistos. 
El 18 de enero de 2015, se estrenó la cuarta temporada, con el episodio Buzzcuts & Beginnings el cual tuvo una audiencia de 3.1, haciendo así la primera vez que la serie supera los 3.0 de audiencia desde Glee Clubs & Glory (temp. 3 - ep. 6) el cual se emitió el 19 de enero de 2014. El episodio menos visto fue Homework & Hidden Talents (temp. 4 - cap. 5) con 1.4, emitido el 28 de marzo de 2015 en horario y noche especial, compitiendo contra los Kids Choice Awards 2015.

## Canciones
| Título                                      | Cantante                       | Episodio                                                                          |
| ------------------------------------------- | ------------------------------ | --------------------------------------------------------------------------------- |
| Can't Do It Without You (canción principal) | Ross Lynch                     | Créditos de Entrada (1-3 Temporada) y "Albums & Auditions"                        |
| Double Take                                 | Ross Lynch                     | "Rockers & Writers" y "What If's & Where's Austin?"                               |
| Break Down The Walls                        | Ross Lynch                     | "Rockers & Writers" y "Horror Stories & Halloween Scaries"                        |
| A Billion Hits                              | Ross Lynch                     | "Kangaroos & Chaos" "Club Owners & Quinceaneras" "Buzzcuts & Beginnings"          |
| Not A Love Song                             | Ross Lynch                     | "Secrets & Songbooks" y "myTAB & My Pet"                                          |
| It's Me, It's You                           | Ross Lynch                     | "Zaliens & Cloud Watchers" y "Burglaries & Boobytraps"                            |
| The Butterfly Song                          | Ross Lynch                     | "Bloggers & Butterflies" y "Magazines & Made-Up Stuff"                            |
| Trash Talka                                 | Ross Lynch y James Earl        | "Tickets & Trashbags"                                                             |
| Better Together                             | Ross Lynch                     | "Managers & Meatballs" y "Parents & Punishments"                                  |
| You Don't See Me                            | Laura Marano                   | "Deejays & Demos"                                                                 |
| Heard It On The Radio                       | Ross Lynch                     | "Songwriting & Starfish"                                                          |
| Heart Beat                                  | Ross Lynch                     | "Diners & Daters" y "Parents & Punishments"                                       |
| Na Na Na                                    | Ross Lynch                     | "Everglades & Allygaters"                                                         |
| The Way That You Do                         | Ross Lynch                     | "Successes & Setbacks"                                                            |
| Illusion                                    | Ross Lynch                     | "Albums & Auditions"                                                              |
| Don't Look Down                             | Ross Lynch y Laura Marano      | "Costumes & Courage" y "Presidents & Problems"                                    |
| Who I Am                                    | Ross Lynch                     | "Magazines & Made-Up Stuff" y "Moon Week & Mentors"                               |
| Got It 2                                    | Ross Lynch Naked y Riker Lynch | "Crybabies & Cologne"                                                             |
| Christmas Soul                              | Ross Lynch                     | "Austin & Jessie & Ally"                                                          |
| Can You Feel It                             | Ross Lynch                     | "Austin & Jessie & Ally"                                                          |
| Face 2 Face                                 | Ross Lynch y Debby Ryan        | "Austin & Jessie & Ally"                                                          |
| No Ordinary Day                             | Ross Lynch                     | "Ferris Wheels & Funky Breath"                                                    |
| You Can Come to Me                          | Ross Lynch y Laura Marano      | "Chapters & Choices", "Solos & Stray Kitties" y "Real Life & Reel Life"           |
| I Think About You                           | Ross Lynch                     | "Partners & Parachutes"                                                           |
| Finally Me                                  | Laura Marano                   | "Tracks & Trouble" y "What If's & Where's Austin?" (fue escrita por Laura Marano) |
| The Ally way                                | Laura Marano                   | "Viral Videos & Very Bad Dancing"                                                 |
| Steal Your Heart                            | Ross Lynch                     | "Tunes & Trials"                                                                  |
| Timeless                                    | Ross Lynch                     | "Future Sounds & Festival Songs"                                                  |
| Living in the Moment                        | Ross Lynch                     | "Sports & Sprains"                                                                |
| I Got That Rock 'n Roll                     | Ross Lynch                     | "Beach Bums & Bling" y "Moon Week & Mentors"                                      |
| The Me That You Don't See                   | Laura Marano                   | "Fresh Starts & Farewells" y "Road Trips & Reunions"                              |
| Better Than This                            | Ross Lynch                     | "Fresh Starts & Farewells" y "Critics & confidence"                               |
| Chasin' The Beat of My Heart                | Ross Lynch                     | "Road Trips & Reunions"                                                           |
| You Wish You We're Me                       | Raini Rodriguez                | "What If's & Where's Austin?"                                                     |
| Redial                                      | Laura Marano                   | "Beach Clubs & BFFs"                                                              |
| Austin & Ally Glee Club Mash Up             | Elenco de Austin & Ally        | "Glee Clubs & Glory"                                                              |
| Who U R                                     | Ross Lynch                     | "Austin & Alias"                                                                  |
| I Love Christmas                            | Ross Lynch y Laura Marano      | "Mix-Ups & Mistletoes"                                                            |
| Upside Down                                 | Ross Lynch                     | "Princesses & Prizes" y "Videos & Villains"                                       |
| Stuck On You                                | Ross Lynch                     | "Critics & Confidence"                                                            |
| Me and You                                  | Laura Marano                   | "Hunks & Homecoming"                                                              |
| Lookout                                     | Ross Lynch y Laura Marano      | "Eggs And Extraterrials"                                                          |
| What We're About                            | Ross Lynch                     | "Fanatics & Favors"                                                               |
| SuperHero                                   | Ross Lynch                     | "Beauties & Bullies"                                                              |
| Parachute                                   | Laura Marano                   | "Records & Wrecking Balls"                                                        |
| Can't Do It Without You (canción principal) | Laura Marano y Ross Lynch      | Créditos de Entrada (Temporada 4)                                                 |
| No Place Like Home                          | Laura Marano                   | "Buzzcuts & Beginnings"                                                           |
| Play My Song                                | Laura Marano                   | "Mini-Me's & Muffin Baskets"                                                      |
| Dance Like Nobody's Watching                | Laura Marano                   | "Dancers & Ditzes"                                                                |
| Take It From the Top                        | Ross Lynch                     | "Comebacks & Crystal Balls"                                                       |
| Two In A Million                            | Ross Lynch y Laura Marano.     | "Duos and Destiny"                                                                |

## Premios y nominaciones
Austin & Ally ha sido nominada en 17 categorías de diferentes premiaciones y ha ganado 10 premios diferentes hasta el momento.
| Año  | Premio                                          | Categoría                                     | Candidato                   | Resultado | Ref.   |
| ---- | ----------------------------------------------- | --------------------------------------------- | --------------------------- | --------- | ------ |
| 2012 | Teen Icon Awards                                | Actor de televisión icónico                   | Ross Lynch                  | Nominado  | [ 20 ] |
| 2012 | Hollywood Teen Awards                           | Estrella revelación favorita                  | Ross Lynch                  | Nominado  | [ 21 ] |
| 2013 | Kids' Choice Awards                             | Actor de televisión favorito                  | Ross Lynch                  | Ganador   | [ 22 ] |
| 2013 | Radio Disney Music Awards                       | Mejor video musical por Heard It On The Radio | Ross Lynch                  | Ganador   |        |
| 2013 | Imagen Awards                                   | Mejor actriz joven de televisión              | Raini Rodriguez             | Ganadora  |        |
| 2013 | Kids Choice Awards México                       | Programa internacional favorito               | Austin & Ally               | Nominado  | [ 23 ] |
| 2013 | Kids Choice Awards Argentina                    | Programa de TV internacional favorito         | Austin & Ally               | Nominado  | [ 24 ] |
| 2014 | Nickelodeon's Kids' Choice Awards 2014          | Actor de TV favorito                          | Ross Lynch                  | Ganador   | [ 25 ] |
| 2014 | Nickelodeon's Kids' Choice Awards Colombia 2014 | Programa de TV internacional favorito         | Austin & Ally               | Nominado  | [ 26 ] |
| 2014 | Teen Choice Awards                              | Programa de TV favorito                       | Austin & Ally               | Nominado  | [ 27 ] |
| 2014 | Teen Choice Awards                              | Mejor Actor de Comedia de Televisión          | Ross Lynch                  | Ganador   | [ 27 ] |
| 2014 | Teen Choice Awards                              | Mejor Actriz de Comedia de Televisión         | Laura Marano                | Nominada  | [ 27 ] |
| 2014 | Kids Choice Awards México                       | Programa de TV internacional favorito         | Austin & Ally               | Nominado  | [ 28 ] |
| 2015 | Nickelodeon's Kids' Choice Awards 2015          | Programa de TV Infantil Favorito              | Austin & Ally               | Ganadores | [ 29 ] |
| 2015 | Nickelodeon's Kids' Choice Awards 2015          | Actor de TV Favorito                          | Ross Lynch                  | Ganador   | [ 29 ] |
| 2015 | Nickelodeon's Kids' Choice Awards 2015          | Actriz de TV Favorita                         | Laura Marano                | Ganadora  | [ 29 ] |
| 2015 | Kids' Choice Awards México                      | Serie o programa internacional favorito       | Austin & Ally               | Ganadores | [ 30 ] |
| 2015 | Nickelodeon's Kids' Choice Awards Colombia 2015 | Serie o programa internacional favorito       | Austin & Ally               | Ganadores | [ 31 ] |
| 2015 | Teen Choice Awards                              | Mejor Show de Comedia/Musical de TV           | Austin & Ally               | Nominado  | [ 32 ] |
| 2015 | Teen Choice Awards                              | Mejor Actor de Comedia de Televisión          | Ross Lynch                  | Ganador   | [ 32 ] |
| 2015 | Teen Choice Awards                              | Choice TV Chemistry                           | Laura Marano and Ross Lynch | Nominados | [ 32 ] |
| 2015 | Teen Choice Awards                              | Choice Summer TV Star Female                  | Laura Marano                | Nominada  | [ 32 ] |
| 2015 | Meus Premios Nick 2015                          | Programa de TV Favorito                       | Austin & Ally               | Ganadores | [ 33 ] |
| 2015 | Kids Choice Awards Argentina                    | Programa de TV internacional favorito         | Austin & Ally               | Ganadores | [ 34 ] |
| 2015 | Imagen Awards                                   | Mejor actriz joven de televisión              | Raini Rodriguez             | Ganadora  |        |